# Klaus Oehler
Klaus Oehler (* 31. August 1928 in Solingen; † 18. Oktober 2020) war ein deutscher Philosoph und Professor für Philosophie der Universität Hamburg.

## Leben und Wirken
Nach Einsatz als Flakhelfer in den letzten Kriegsjahren und Abitur 1949 studierte Oehler Philosophie, Klassische Philologie und Evangelische Theologie, erst in Marburg, ab 1950 in Tübingen, wo er 1953 von Gerhard Krüger promoviert wurde. 1956 folgte das Staatsexamen für die alten Sprachen und Philosophie in Frankfurt am Main. Nach kurzer Lehrtätigkeit in Marburg arbeitete er von 1956 bis 1958 bei Georg Picht am Platon-Archiv in Hinterzarten. 1959 habilitierte er sich an der Universität Hamburg, wo er 1968 Professor für Philosophie wurde. In dieser Zeit profilierte er sich auch als entschiedener Gegner der 68er-Bewegung. 1990 wurde er emeritiert und lebte in Bad Pyrmont.
Oehler hatte sich auf den Gebieten des Pragmatismus, der Semiotik sowie als Aristoteles-Forscher einen Namen gemacht. Er beteiligte sich an der Gründung der Zeitschrift Semiosis. Zeitschrift für Semiotik und ihre Anwendungen (1976) sowie der Zeitschrift für Semiotik (1979).
Die Herausgeber der Festschrift zu seinem 80. Geburtstag schrieben in ihrem Vorwort: „Mit seiner radikalen Idealismus- und Utopiekritik steht er in der Nachfolge seines Lehrers Gerhard Krüger, dessen Philosophie im Kontext des 20. Jahrhunderts eine einsame, aber um so folgenreichere Rückbesinnung auf die ontologischen Wurzeln unseres Wirklichkeitsverständnisses darstellt, an die Klaus Oehler mit den ihn leitenden Intentionen seines philosophischen Pragmatismus unmittelbar anschließen konnte.“
Klaus Oehler gehörte seit 1977 der Akademie von Athen und seit 1981 der Deutschen Gesellschaft für Semiotik an. 1982 wurde er als erster Deutscher Präsident der Peirce Society. Im Jahr 1993 wurde ihm die Ehrendoktorwürde der Panteion-Universität Athen zuteil. 1998 wurde er mit dem Internationalen Preis der Stiftung Antonio Iannone in Rom ausgezeichnet.

## Schriften
Monographien
- Die Lehre vom noetischen und dianoetischen Denken bei Platon und Aristoteles. Beck, München 1962.
- Ein Mensch zeugt einen Menschen. Über den Mißbrauch der Sprachanalyse in der Aristotelesforschung. Klostermann. Frankfurt am Main 1963.
- Antike Philosophie und Byzantinisches Mittelalter – Aufsätze zur Geschichte des griechischen Denkens. Beck, München 1969.
- Der Unbewegte Beweger des Aristoteles. Klostermann, Frankfurt am Main 1984.
- Charles Sanders Peirce. Beck, München 1993, ISBN 978-3406346354.
- Sachen und Zeichen. Zur Philosophie des Pragmatismus. Klostermann, Frankfurt am Main 1995, ISBN 3-465-02685-3.
- Subjektivität und Selbstbewußtsein in der Antike. Königshausen & Neumann, Würzburg 1997.
- Blicke aus dem Philosophenturm. Eine Rückschau. Olms, Hildesheim 2007, ISBN 978-3487084763.

Herausgeberschaften
- Zeichen und Realität. Tübingen, Stauffenburg-Verlag 1984, Bd. 1 (ISBN 3-923721-81-1)